# Joan Cerdà Rull
Joan Cerdà Rull (Pollença, 1964-). Professor de secundària de matemàtiques i batle de Pollença durant 7 anys.
Estudià Fisiques i exercí com a professor titular a l'Institut de IES d'Alcúdia, on fou elegit director, càrrec que exercí durant vuit anys, deixant el càrrec a l'entrar dins la política com a batlle. Es torna a incorporar a la seva plaça just després de deixar la politica.
Fou nomenat batle de Pollença en dues ocasions (2003-2006) i (2007-2011). Fou designat el 2001 regidor d'Urbanisme i Obres públiques de l'Ajuntament de Pollença, càrrec que ocupà fins al 2011, juntament amb el de batle i regidor de Cultura. El 2006, la presidenta del Consell Insular de Mallorca, Maria Antònia Munar el nomenà conseller executiu del Departament de Patrimoni i Identitat Cultural del Consell de Mallorca.
Cerdà Rull fou membre de l'Assemblea de Batles i Batlesses de Mallorca.
El 2006-2011 va esser membre de l'Executiva i del Consell Polític d'UM (Unió Mallorquina).
És un gran aficionat a l'esport i ha participat a triatlons i també a diverses maratons, entre elles la Londres el 1998 i de NY l'any 2000.